# Joe Janiak
Joseph Janiak, más conocido como Joe Janiak, es un cantante, compositor y productor musical británico establecido en Los Ángeles, Estados Unidos. Es conocido por escribir canciones para artistas de la talla de Ellie Goulding, Tove Lo, Snakehips, Britney Spears, Take That o Adam Lambert. Su aparición más conocida, tanto de escritor como de productor, fue en la canción "Don't Leave" de MØ y Snakehips, en 2017.

## Discografía

### Colaboraciones
| Canción                                 | Artista | Año  | Álbum       |
| --------------------------------------- | ------- | ---- | ----------- |
| "Vibes" (featuring Joe Janiak)          | Tove Lo | 2016 | Lady Wood   |
| "Bad Reputation" (featuring Joe Janiak) | Avicii  | 2019 | TIM         |
| "Never Leave Me" (featuring Joe Janiak) | Avicii  | 2019 | TIM         |
| "Follow" (Fearuring Joe Janiak)         | Kygo    | 2020 | Golden Hour |
| "Please me" (featuring Joe Janiak)      | Avicii  | 2020 | TIM         |

### Créditos de composición y producción de canciones
| Canción                                        | Año  | Artista                   | Álbum                               | Créditos                     | Escrito con | Producido con                                   |
| ---------------------------------------------- | ---- | ------------------------- | ----------------------------------- | ---------------------------- | --- | ----------------------------------------------- |
| "Gold"                                         | 2013 | Bondax                    |                                     | Coescritor                   | Adam Kaye, George Townsend                                                                                      | -                                               |
| "Beating Heart"                                | 2014 | Ellie Goulding            | Divergent: OST                      | Coescritor                   | Elena Goulding                                                                                                  | -                                               |
| "Higher Than Higher"                           | 2014 | Take That                 | III                                 | Coescritor                   | Gary Barlow, Mark Owen, Howard Donald, Mattias Larsson, Robin Fredriksson                                       | -                                               |
| "The Original High"                            | 2015 | Adam Lambert              | The Original High                   | Coescritor                   | Adam Lambert, Andreas Schuller, Jonathan West, Karl Schuster, Savan Kotecha, Mattias Larsson, Robin Fredriksson | -                                               |
| "Underground"                                  | 2015 | Adam Lambert              | The Original High                   | Coescritor                   | Alexander Payami                                                                                                | -                                               |
| "There I Said It"                              | 2015 | Adam Lambert              | The Original High                   | Coescritor                   | Adam Lambert, Alexander Payami                                                                                  | -                                               |
| "Around U"                                     | 2015 | Ellie Goulding            | Delirium                            | Coescritor                   | Elena Goulding, Fred Gibson, Tristian Landymore                                                                 | -                                               |
| "Forever (Pt. II)"                             | 2015 | Snakehips                 | Forever Pt. II EP                   | Coescritor                   | Oliver Dickinson, David James                                                                                   | -                                               |
| "Make Me..." (con G-Eazy)                      | 2016 | Britney Spears            | Glory                               |                              | Britney Spears, Matthew Burns, Gerald Gillum                                                                    | -                                               |
| "Vibes" (con Joe Janiak)                       | 2016 | Tove Lo                   | Lady Wood                           | Coescritor, Artista invitado | Tove Nilsson, Ludvig Soderberg, Jakob Jerlstrom                                                                 | -                                               |
| "Mayflies"                                     | 2016 | Benjamin Francis Leftwich | After The Rain                      | Coescritor/Productor         | Benjamin Francis Leftwich                                                                                       | -                                               |
| "Groves"                                       | 2016 | Benjamin Francis Leftwich | After The Rain                      | Coescritor/Productor         | Benjamin Francis Leftwich                                                                                       | -                                               |
| "Summer"                                       | 2016 | Benjamin Francis Leftwich | After The Rain                      | Coescritor/Productor         | Benjamin Francis Leftwich                                                                                       | -                                               |
| "Just Breathe"                                 | 2016 | Benjamin Francis Leftwich | After The Rain                      | Coescritor/Productor         | Benjamin Francis Leftwich                                                                                       | -                                               |
| "Don't Leave" (con MØ)                         | 2017 | Snakehips                 | TBA                                 | Coescritor/Productor         | Oliver Dickenson, David James, Cass Lowe, Negin Djafari, Rachel Keen, Cory Enemy, Karen Marie Ørsted            | Snakehips, Cass Lowe, Cory Enemy, Shaun Barrett |
| "Tremble"                                      | 2017 | LPX                       | TBA                                 | Coescritor                   | Elizabeth Plapinger, James Flannigan                                                                            | -                                               |
| "Cycles"                                       | 2017 | Tove Lo                   | Blue Lips                           | Coescritor                   | Tove Nilsson, Ludvig Soderberg, Jakob Jerlstrom                                                                 | -                                               |
| "Explore"                                      | 2017 | Sundara Karma             | Youth Is Only Ever Funin Retrospect | Productor                    | - | -                                               |
| "Flame"                                        | 2017 | Sundara Karma             | Youth Is Only Ever Funin Retrospect | Coescritor/Productor         | Oscar Pollack                                                                                                   | -                                               |
| "Sway"                                         | 2018 | Tove Styrke               | Sway                                | Coescritor/Productor         | Tove Styrke, Maureen McDonald                                                                                   | -                                               |
| "On a Level"                                   | 2018 | Tove Styrke               | Sway                                | Coescritor/Productor         | Tove Styrke | Gustav Nystrom                                  |
| "Punches"                                      | 2018 | Noah Cyrus                | Good Cry EP                         | Coescritor/Productor         | Noah Cyrus, Jenna Andrews                                                                                       | -                                               |
| "Fever"                                        | 2018 | Elley Duhe                | Dragon Mentality EP                 | Coescritor/Productor         | Elley Duhe | -                                               |
| "New York Narcotic"                            | 2018 | The Knocks                | New York Narcotic                   | Coescritor                   | Benjamin Ruttner, James Patterson                                                                               | -                                               |
| "Walk Away"                                    | 2018 | Hurts                     | Desire                              | Coescritor/Productor         | Theo Hutchcraft, Adam Anderson, Hannah Yadi                                                                     | -                                               |
| "Wherever You Go"                              | 2018 | Hurts                     | Desire                              | Coescritor/Productor         | Theo Hutchcraft, Adam Anderson                                                                                  | -                                               |
| "Debbie"                                       | 2018 | Your Smith                | Bad Habit EP                        | Coescritor                   | Caroline Smith                                                                                                  | -                                               |
| "Gucci Rock n Rolla" (con Rivers Cuomo & Kyle) | 2019 | Snakehips                 | Non-album single                    | Coescritor                   | Oliver Dickenson, James David, Rivers Cuomo, Kyle Harvey                                                        | -                                               |
| "In Vain"                                      | 2019 | Sigrid                    | Sucker Punch                        | Coescritor/Productor         | Sigrid Raabe | A confirmar                                     |
| "End of the Earth"                             | 2019 | Marina                    | Love + Fear                         | A confirmar                  | Marina Diamandis, James Flannigan                                                                               | A confirmar                                     |
| "You"                                          | 2019 | Marina                    | Love + Fear                         | A confirmar                  | Marina Diamandis                                                                                                | A confirmar                                     |